# バレーボールマガジン
バレーボールマガジンは、1973年に創刊した日本のバレーボール専門誌。2006年までは月刊誌として紙媒体で発行されていたが、現在はweb媒体として有限会社studio108によって運営されている。略称「バレマガ」。

## 概要
バレーボールマガジンは、ベースボールマガジン社の雑誌として産声を上げ、その後アポロン企画という独立した出版社が発行を引き継ぎ、長らく「月刊バレーボール」とともにバレーファンへの情報発信を支えてきた。アポロン企画倒産ののち、当時の編集長が佐々木美輪に融資を募って立ち上げたのが、有限会社オフィス美輪としてのバレーボールマガジンだった。2007年に紙媒体での発行が休止され、2015年に有限会社studio108が商標を取得し、現在もバレーボールマガジンの運営を行っている。
web媒体が主体であり、出版社のオファーを受けて紙媒体の制作に携わることも多々ある。2005年にマガジンハウス社による『球萌え。』、2007年にJTBパブリッシングから『全日本女子バレーコンプリートガイド』、2016年にはインロック社の『バレーボールスター』、2023年、2024年にコスミック出版から2024年パリ五輪関連のムック3冊、Vリーグ名鑑など。
男女代表、国内リーグ（SVリーグ、Vリーグ）、大学バレー、高校バレー、海外リーグなど。
インタビューや結果速報で日本でもトップクラスの情報量を誇る。

## 歴史
- 1973年5月、ベースボールマガジン社の雑誌の一部門として創刊。
- 2015年、web媒体として現在まで運営。